# Mistrzostwa Nordyckie w Zapasach 1986
Mistrzostwa odbyły się w szwedzkim mieście Varberg, 6 kwietnia 1986 roku.

## Tabela medalowa
Gospodarz zawodów został zaznaczony kolorem.
| Poz. | Państwo   |    |    |    | Łącznie |
| ---- | --------- | -- | -- | -- | ------- |
| 1    | Szwecja   | 7  | 1  | 2  | 10      |
| 2    | Finlandia | 2  | 7  | 1  | 10      |
| 3    | Norwegia  | 1  | 1  | 5  | 7       |
| 4    | Dania     | 0  | 1  | 2  | 3       |
|      | Łącznie   | 10 | 10 | 10 | 30      |

## Wyniki

### Styl klasyczny
| Konkurencja            | Złoto               | Srebro           | Brąz             |
| Kategoria do 48 kg     | Lars Rønningen      | Petteri Meskanen | Patrik Magnusson |
| Kategoria do 52 kg     | Reijo Haaparanta    | Kent Andersson   | Per Nielsen      |
| Kategoria do 57 kg     | Pierre Dikanda      | Keijo Pehkonen   | Ole Jacobsen     |
| Kategoria do 63 kg     | Kent-Olle Johansson | Mika Lehto       | Danny Mankowitz  |
| Kategoria do 68 kg     | Sonny Davidsson     | Tapio Sipilä     | Geir Ulf Barth   |
| Kategoria do 74 kg     | Roger Tallroth      | Jouko Salomäki   | Morten Saetre    |
| Kategoria do 82 kg     | Magnus Fredriksson  | Jari Salomäki    | Stig Kleven      |
| Kategoria do 90 kg     | Jarmo Övermark      | Klaus Mysen      | Ari Markola      |
| Kategoria do 100 kg    | Christer Gulldén    | Keijo Manni      | Sten Rune Hunn   |
| Kategoria ponad 100 kg | Tomas Johansson     | Niels Steffensen | Pentti Maekaelae |